# Curicta pronotata
Curicta pronotata är en insektsart som beskrevs av Kuitert 1949. Curicta pronotata ingår i släktet Curicta och familjen vattenskorpioner. Inga underarter finns listade i Catalogue of Life.